# Azerbaiyán en los Juegos Olímpicos de Londres 2012
Azerbaiyán estuvo representado en los Juegos Olímpicos de Londres 2012 por un total de 52 deportistas, 38 hombres y 14 mujeres, que compitieron en 15 deportes.
El portador de la bandera en la ceremonia de apertura fue el yudoca Elnur Məmmədli.

## Medallistas
El equipo olímpico azerbaiyano obtuvo las siguientes medallas:
| Nombre               | Deporte            | Competición |
| -------------------- | ------------------ | ----------- |
| Oro                  |                    |             |
| Toğrul Əsgərov       | Lucha libre        | 60 kg M     |
| Şərif Şərifov        | Lucha libre        | 84 kg M     |
| Plata                |                    |             |
| Rövşən Bayramov      | Lucha grecorromana | 55 kg M     |
| Mariya Stadnik       | Lucha libre        | 48 kg F     |
| Bronce               |                    |             |
| Teymur Mammadov      | Boxeo              | 91 kg M     |
| Magomedrasul Majidov | Boxeo              | +91 kg M    |
| Valentin Xristov     | Halterofilia       | 56 kg M     |
| Emin Əhmədov         | Lucha grecorromana | 74 kg M     |
| Xetaq Qazyumov       | Lucha libre        | 96 kg M     |
| Yuliya Ratkeviç      | Lucha libre        | 55 kg F     |